# Too Late (Nitro e Madame)
Too Late è un singolo del rapper italiano Nitro e della cantante italiana Madame, pubblicato il 13 ottobre 2023.

## Tracce
Testi di Nicola Albera, Francesca Calearo, Michele Poli e Sergio Sylvestre, musiche di Michele Poli.
1. Too Late – 3:15

## Classifiche
| Classifica (2023) | Posizione massima |
| ----------------- | ----------------- |
| Italia            | 29                |